# Eublemma acrochiona
Eublemma acrochiona är en fjärilsart som beskrevs av Paul Mabille 1899. Eublemma acrochiona ingår i släktet Eublemma och familjen nattflyn. Inga underarter finns listade i Catalogue of Life.